# 乃门莫墩镇
乃门莫墩镇，是中华人民共和国新疆维吾尔自治区巴音郭楞蒙古自治州和静县下辖的一个乡镇级行政单位。
2015年4月3日，新疆维吾尔自治区人民政府批复同意撤销乃门莫墩乡建制，设立乃门莫墩镇。

## 行政区划
乃门莫墩镇下辖以下地区：
乃门莫墩村、包尔尕扎村、包尔布呼村、古尔温苏门村和夏尔乌苏村。